# Дзиани, Пьетро
Пьетро Дзиани (итал. Pietro Ziani;, Венеция — 13 марта 1230, Венеция) — 42-й венецианский дож.

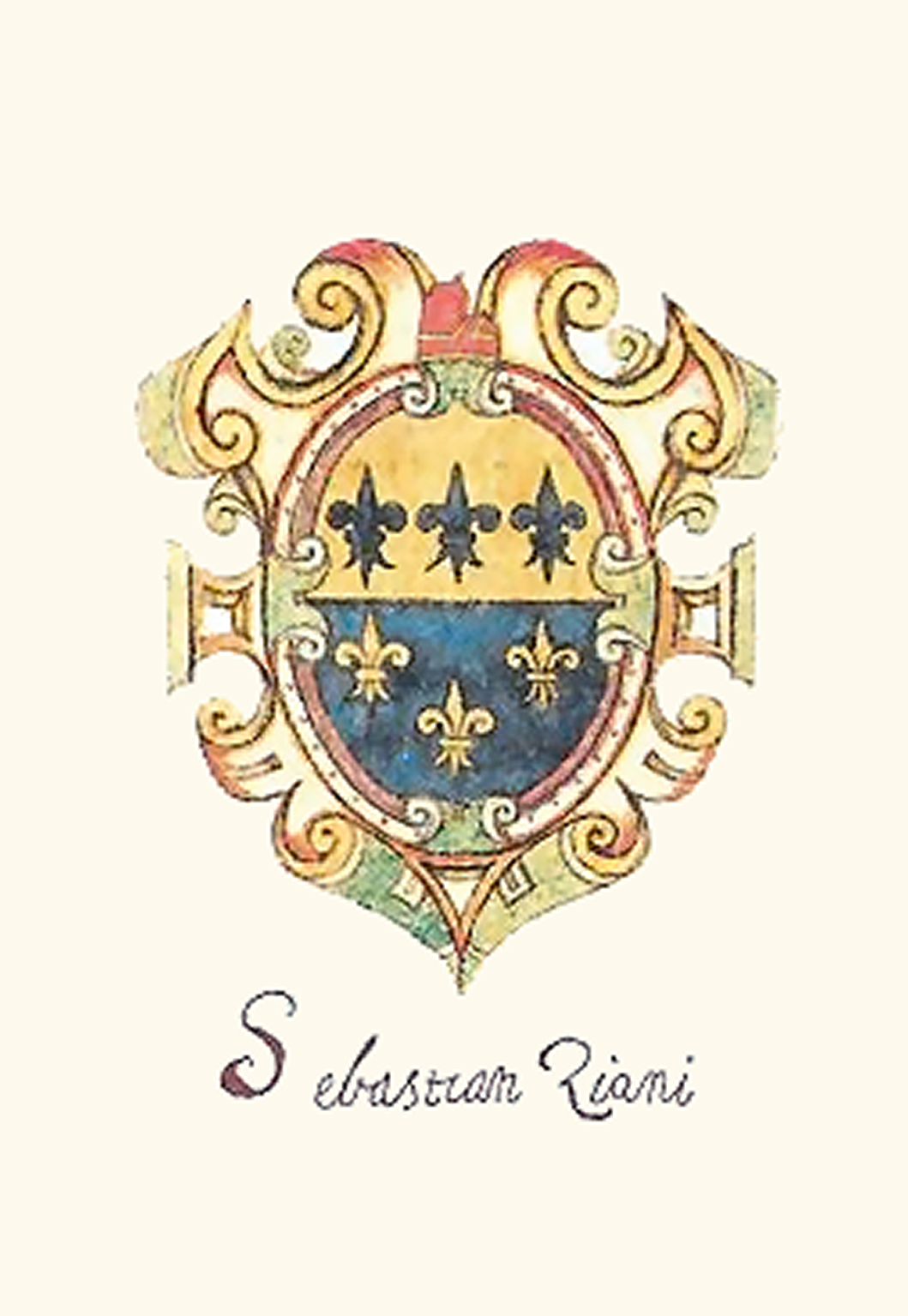
Герб семьи Дзиани

Происходил из очень богатой и уважаемой семьи, сын дожа Себастьяно Дзиани. Начинал карьеру моряком, в 1177 году командовал флотилией, сопровождающей Фридриха Барбароссу. В четвертом крестовом походе дошел до Константинополя, но вскоре был выбран советником заместителя дожа Дандоло и вернулся в Венецию.
Дзиани единогласно был выбран дожем Венеции 5 августа 1205 года. Однако перед этим ему пришлось сломить сопротивление участников похода, которые в промежутке между датой смерти предыдущего дожа (1 июня) и временем, когда известие об этом достигло Венеции, избрали некоего Марино Дзен своим руководителем. Поскольку такой выбор не имел законных оснований, он был отменён и дожем, в конце концов, был выбран Пьетро Дзиани.
После назначения дожем Дзиани благоразумно не пытался сразу взять все доставшиеся им при разделе Византии территории, доверив их своим вассалам. Под прямым руководством Венеции находились только стратегические базы: острова Крит, Дураццо, Корфу и несколько портов. Самой большой проблемой во времена правления Пьетро Дзиани была чрезмерная самостоятельность венецианских поселенцев в Константинополе. Их недовольство метрополией доходило до того, что в 1224 году они даже поставили вопрос о переносе столицы из Венеции в Константинополь, но это предложение было отклонено большинством всего в один голос.
В 1229 году больной Дзиани ушел в отставку и вскоре умер. Похоронен в соборе Сан-Джорджо-Маджоре.